# Janmashtami
Janmashtami también conocido como Krishna Krishnashtami, Saatam Aatham, Gokulashtami, Ashtami Rohini, Srikrishna Jayanti o Sree Jayanthi es una festividad del hinduismo que celebra el nacimiento de Krishna, un avatar de la deidad Vishnu.
La festividad siempre se realiza entre mediados del mes de agosto y mediados del mes de septiembre del calendario gregoriano.

## Celebración
Se hacen representaciones en danza a la vida de Krishna, ayunos, cantos, vigilia hasta a medianoche y decoran altares con imágenes de Krishna, Al día siguiente se celebra el Nandotsava que es un festival, entre muchas tradiciones de esos días se hace el Dahi Handi, los más pequeños en las escuelas se disfrazan de Krishna y Radha incluso disfraces hechos por ellos mismos.